# Адама Уедраого
Адама Уедраого (фр. Adama Ouédraogo; Абиџан, 3. април 1987) буркински је пливач чија ужа специјалност су спринтерске трке слободним стилом. Учесник је Олимпијских игара из Лондона 2012. године. 

## Спортска каријера
Уедраого је требало да дебитује на међународној пливачкој сцени 2008. као један од учесника Светског првенства у малим базенима које је те године одржано у Манчестеру, али се није појавио на старту своје трке. Званичан деби на светским првенствима је имао годину дана касније, на Првенству у великим базенима у Риму, а све четири трке у којима је учествовао је завршио у међу најлошије пласираним такмичарима. Сличне резултате је имао и на наредна два светска првенства, у малим базенима у Дубаију 2010, и великим првенствима у Шангају 2011. године. 
Захваљујући специјалној позивници ФИНА-е и МОК-а Уедраого је наступио на ЛОИ 2012. у Лондону као једини мушки члан пливачке репрезентације Буркине Фасо. Једину трку у којој је учествовао, ону на 50 слободно, завршио је на солидном 41. месту у конкуренцији 58 пливача. 
Након Олимпијских игара у Лондону Уедраого је направио паузу од неколико година, а на светску пливачку сцену се вратио на светском првенству у корејском Квангџуу 2019. године. У Кореји је пливао у квалификационим тркама на 50 слободно и 100 слободно које је окончао на 101, односно 109. месту. Након светског првенства учествовао је и на Афричким играма у Рабату.